# Burning Down the Opera
 (juin 2017).
Si vous disposez d'ouvrages ou d'articles de référence ou si vous connaissez des sites web de qualité traitant du thème abordé ici, merci de compléter l'article en donnant les références utiles à sa vérifiabilité et en les liant à la section « Notes et références ».
Albums de Edguy
Mandrake
(2001) Hellfire Club
(2004)
Burning Down the Opera est le premier album live du groupe de power metal allemand Edguy. Le double-disque contient des extraits des concerts à Paris et Lyon, enregistrés en 2002 durant la tournée pour l'album Mandrake. L'album est seulement publié à partir de juin 2003.
Cet album live contient cinq morceaux de l'album Mandrake, trois morceaux de l'album Theater of Salvation, trois morceaux de l'album Vain Glory Opera, un morceau de l'album Kingdom of Madness et deux morceaux du groupe Avantasia, le projet d'opéra metal de Tobias Sammet, chanteur d'Edguy. Un solo de batterie est également inclus sur l'album.

## Liste des titres
Toutes les paroles sont écrites par Tobias Sammet, toute la musique est composée par Felix Bohnke, Jens Ludwig, Tobias Sammet.
| 1. | Welcome to the Opera (Instrumental) (Intro) | 2:09  |
| 2. | Fallen Angels                               | 5:33  |
| 3. | Tears of a Mandrake                         | 7:24  |
| 4. | Babylon                                     | 7:01  |
| 5. | Land of the Miracle                         | 5:44  |
| 6. | Painting on the Wall                        | 4:38  |
| 7. | Wings of a Dream                            | 6:05  |
| 8. | The Headless Game                           | 7:20  |
| 9. | The Pharaoh                                 | 15:10 |

| 1. | Vain Glory Opera                                  | 6:28  |
| 2. | Solitary Bunny (Instrumental) (Solo de batterie)  | 3:13  |
| 3. | Save Us Now                                       | 4:53  |
| 4. | How Many Miles                                    | 10:58 |
| 5. | Inside                                            | 3:22  |
| 6. | Avantasia (reprise d' Avantasia de Tobias Sammet) | 5:23  |
| 7. | Out of Control                                    | 8:13  |

| 2-8. | Wake Up The King |  |

## Crédits

### Membres du groupe
- Tobias Sammet : chant
- Dirk Sauer, Jens Ludwig : guitare lead, guitare rythmique, chœurs
- Tobias "Eggi" Exxel : basse, chœurs
- Felix Bohnke : batterie

### Équipes technique et production
- Direction de production : Joachim "Piesel" Kuestner
- Mastering : Mika Jussila
- Mixage : Michael Tibes
- Ingénierie : Ernst Seider, Michel Koegler
- Ingénierie (additionnel) : Sascha Paeth
- Enregistrement : Marc Schettler, Michael Tibes
- Management (Tournée) : Joerg "Schroerg" Duesedau
- Design : Thomas Ewerhard
- Photographie : Joachim Kuestner, Sandy Caspers, Stefan Glas, Stefan Malzkorn